# Elytrimitatrix cinnamea
Elytrimitatrix cinnamea es una especie de escarabajo longicornio del género Elytrimitatrix, familia Cerambycidae, orden Coleoptera. Fue descrita científicamente por Santos-Silva & Hovore en 2008.

## Descripción
Mide 10,3-11,6 milímetros de longitud.

## Distribución
Se distribuye por Costa Rica.